# 我間亂
《我間亂》是日本漫畫家中丸洋介創作的日本漫畫作品。於講談社漫畫雜誌《週刊少年Magazine》於2009年第24号至2013年第30号期間連載。單行本全22卷。2018年於《Magazine Pocket》連載續篇《我間亂 -修羅-》（我間乱 -修羅-），描繪故事結束2年後的發展。

## 故事概要
故事背景為江戶中期，海原藩主鷲津直正為了選出海原藩最強的武術流派，向他的三十一位兒子宣布：誰選中的流派能夠在【海原大仕合】上獲得優勝，誰就能成為海原藩的繼承者。
海原藩主第二十八子鷲津直善為了擺脫母親出身而被瞧不起的命運，希望可以獲得勝利，遠赴海原藩邊界尋找傳說中的劍士“千人斬”--黑鐵陣介。好不容易找到他所歸屬的大龜流道場，卻發現黑鐵陣介早已不知所踪。僅剩留守道場大龜流新傳人--黑鐵我間。兩人立下誓約，共同爭奪“天下無雙”的稱號。

## 主要角色
黑鐵我間
本作主角。“千人斬”黑鐵陣介之子，也是現在大龜流的弟子之一。從9歲起的5年間，持續擊敗其他藩來踢館的人的實力。有著非人類的劍速和力量，擅長於「大龜流五劍」之「雷電型」。仇恨背叛大龜流的父親，以打倒自己的父親為目標而努力著。
武具為武士刀，使用武技有四招大龜流五劍、虎穿（千石伊織直傳）、天覺之眼、大龜流第六型·神威。
而大龜流五劍分為五個系統，由雷（雷電型）、火（焰燃型）、空（虛空型）、水（水龍型）、土（土公型）五種型態組成，各具特色。
鷲津直善
海原藩主鷲津直正第二十八子，與妾雪尾所生，因其母親的身分而被兄弟們排斥，唯有直勝肯以兄長的身分對待。擁有其他兄弟所沒有的覺悟，在藤林才藏與黑鐵我間對戰時曾替我間擋下可能致命的一擊，與其他兄弟不同，與其家臣有信賴的關係。在大龜流與明神流戰後目睹直勝被萬里以槍由背後攻擊致死，似乎心智崩潰。後來，被無寶流作為傀儡藩主，以母親做為要脅。

## 海原藩
六十五萬石之大藩，別名為“鬼之巢”。深信力量就是唯一、為戰鬥瘋狂外別無生路的罪孽深重武者們聚集的地方。在這片充滿血腥味的土地上，雲集了三百餘個實力出眾的武術流派。
鷲津直正
海原藩之藩主，有三十一個兒子，在二回戰流派集合時有短暫露面。在無寶流宣告鎮壓海原蕃後就未再出現，似乎被黑鐵陣介殺死了。
那智
海原藩之密事頭取，是無寶流滲透進去的間諜。

### 海原藩主候補
第一子  鷲津直光
聽聞二回戰規則後顯得擔憂。
第二子  鷲津直成
聽聞二回戰獵取籓主候補人頭的規則後認為至少要避免被殺。
第三子  鷲津直繼
對於二回戰的規則並未顯出明顯反應。
第六子  鷲津直茂
臉上帶有疤，在聽聞二回戰獵取籓主候補人頭的規則後並未膽怯。
第十子  鷲津直定
曾在直善與我間前去登錄流派時嘲弄，在我間突入天幻流窩藏地時膽怯退去。
參戰流派:天幻流
第十一子  鷲津直家
對於二回戰的規則須殺死親兄弟並不特別反感，遭直勝懷疑為派出殺手的兄長，在二回戰宣布規則後輕蔑的嘲笑直勝。
第十三子  鷲津直重
聽聞二回戰獵取籓主候補人頭的規則後相當驚駭。
第十五子  鷲津直治
聽聞二回戰的規則後感到不安。
第二十八子  鷲津直善
詳見鷲津直善
參戰流派:大龜流
第二十九子  鷲津直宣
聽聞二回戰獵取籓主候補人頭的規則後似乎感到興奮。
第三十一子  鷲津直勝
為直善唯一親近的兄弟，在兄弟與直善起爭執時總會維護直善，但在大龜流與明神流戰後，以敗北之人身分道出了認為直善是骯髒並且為利而圖的兄長，使用武士刀攻擊直善，但未命中要害，最後被萬里以槍由背後攻擊致死。
參戰流派:明神流

### 海原大仕合
一回戰
期限一個月內，不限時間、地點，將三十一個流派分為八組，每個四個流派必須互相擊潰對方。無論何種戰鬥方式，即使是單槍匹馬或者是出動全部戰力，用上全部的戰術與戰略，直至最後，當敵方的首席代表發出「戰敗宣言」時殺了他也無妨。

一個月後，組中剩下的一個流派便為勝出者，得以參加二回戰。但若有兩個流派以上留存，則以打倒流派的多寡做為勝敗。
二回戰
期限無限制，場所為海原藩城下，依據五個城門出場的順序，十個流派同時戰鬥，禁止用毒及離開城下。勝利方式為將戰敗流派的準繼承人首級取至主城。

## 海原藩流派

### 大龜流
黑鐵我間
詳見黑鐵我間
千石伊織
大龜流目前最強劍士，是在黑鐵陣介仍為大龜流當主時的得意弟子，為黑鐵我間的師傅。
武具：武士刀
武技：大龜流五劍、虎穿(自創秘技)
- 虎穿(將體重跟身體轉動時產生的重力加速度，集中在突刺的前面一點上，借此將威力跟殺傷力提升數倍的必殺突刺技巧。)

櫻真之丞
現任大龜流當主，擅長「大龜流五劍」之「水龍型」。幼年時曾在一天流，因其優秀的天份而被稱為神童，並被一天流當主指定為繼承人以及其女的丈夫，但其流派卻被雙燕流的「凶刃」二階堂美作所毀，流派中所有門人皆被木刀所擊死，此後櫻真之丞便為了得到二階堂美作所說的瘋狂而在十年間拼命修練，加入了大龜流。
武具：武士刀
武技：一天流劍術、大龜流五劍、鬼返(自創秘技)
- 鬼返(在於先施以一度斬擊，接著借由扭轉身體跟脖子來縮短間合，並同時施以從下而上的斬擊，就形成高速二段斬擊。)

一之瀨善丸
大龜流弟子之一，擅長「大龜流五劍」之「焰燃型」。為在大實賀籓有著一千石俸祿的武門名家一之瀨家的少爺，除了大龜流劍術外也能使用一之瀨家代代相傳的，使用怪刀「久夛良木定長」的特殊攻擊法。對於兄長相當尊敬，並一直以兄長一之瀨可偉為目標而努力鍛鍊。
武具：武士刀、怪刀「久夛良木定長」
武技：一之瀨流劍技、大龜流五劍
大泉龜傳坊
前兩任大龜流當主，為黑鐵陣介劍術導師。後來，把代表當主信物的「五感傳書」接待給櫻真之丞。
武具：武士刀
武技：大龜流五劍、霧冰之迅雷(自創秘技)
妙畫鐵齋
大龜流師範，年輕時期曾與黑鐵陣介爭奪當主之位，死於五年前大龜流內亂中。
大泉千花
大泉龜傳坊之女兒。

#### 戎簾之里
大龜流初代當主修行並興建流派的發源地，對大龜流弟子而言是個特別的地方，要獲得高徒(師父認可)，就必須通過這裡的試驗。此外，大龜流當主人選也是這裡決定。
麟太郎
異國人(荷蘭)，戎簾之里劍術導師。在二十歲左右，因為遇上船難，被年輕的黑鐵陣介所帶回戎簾之里。
武具：武士刀
武技：大龜流五劍
可士太郎
麟太郎的兒子，天生體弱多病，因此持續鑽研人體結構和武藝知識，是大龜流的劍術指南。
武具：武士刀
武技：大龜流五劍、大龜流第六型•神威
美花
麟太郎之長女。
夢路
麟太郎之么女。
川崎&下田
負責照顧戎簾之里之弟子。

### 無寶流
“千人斬”黑鐵陣介在脫離大龜流後所創立，不以教授與傳承武術，而以純粹武力為主的流派，不限定任何兵器，比起流派，更像是軍事組織。其中某些有力武者為原大龜流，主要目的為奪取海原籓，並以此作為根據地奪取天下。其在海原比試的掩護下吸收了許多有力武者，並在之後成功奪取海原籓，步驟分為─

第一步 - 反抗家臣的鎮壓。

第二步 - 籓主候補的捕獲。

第三步 - 有力武者的登用。

第四步 - 城下流派的鎮壓。

第五步 - 將鷲津直善假作籓主的冒用。

在籓主的冒用後，無寶流與大龜流宣戰一年後的開戰。

#### 當主
黑鐵陣介
大龜流前任當主，擁有“千人斬”、“天下無雙”等稱號。冷酷無情的武者，同時也是我間的父親。
武具：武士刀
武技：大龜流五劍

#### 當主直屬兵團
當主直屬兵團只聽令於無寶流當主--黑鐵陣介，以壓倒性的戰鬥能力選上，有時候權力更在於軍團長之上，通常都被指派暗殺、殺戮、諜報、保護重要人物的職責，是無寶流唯一允許單獨活動的十個人，據稱巧妙運用這十個人的力量，要毀掉一兩個小潘也非難事。
東條春嶽
號稱當主直屬兵團中最強者，天幻流卷梅庵之師父。
武具：薙刀
武技：不詳
伊藤亂丸
黑鐵陣介親傳弟子，視黑鐵我間為對手。
武具：武士刀
武技：天覺之眼、交叉法
- 交叉法(迅速判讀出對手下一個動作，再配合對手的動作使出攻擊的一種必殺技術。)

宮藤四門
前神成流弟子，詳見神成流。
大宮萬里
前明神流四神槍之一，詳見明神流。
松本無樂
前卍卍流當主，被黑鐵我間所殺。詳見卍卍流。
山之上清盛
前絃塊流當主，被可士太郎所殺。詳見絃塊流。
水川流進介
前神垣流，被千石伊織所殺。
武具：怪刀「雙炎丸」
武技：雙炎車輪
- 雙炎車輪(聯動全身，讓刀刃的軌道如麟紋波動一般，在一次的斬擊中，從他的角度衍生出兩次的連擊。)

蟻丸
怪人蟻丸，不但擁有強韌的肉體和武技，還擅長利用地道偷襲。被一之瀨善丸所殺。
武具：大劍、巨盾
武技：砂狩之陣
土龍
神空

#### 六參謀
九條麻裡央
無寶流六參謀之首，前大龜流高徒。從黑鐵陣介還是大龜流當主的時候，就已經侍侯在左右的弟子，除了黑鐵陣介之外，是唯一一個把「大龜流五劍」學到極致的人。
武具：武士刀
武技：大龜流五劍
一之瀬可偉
前大龜流高徒，一之瀬善丸的兄長。為在大實賀籓有著一千石俸祿的武門名家一之瀨家的少爺，是除了一之瀬善丸外，另一個使用怪刀「久夛良木定長」的人。
武具：武士刀、怪刀「久夛良木定長」
武技：一之瀨流劍技、大龜流五劍
村雨利虎
前大龜流高徒，被黑鐵我間所敗後，委派部下協助我間等人在城內躲藏。
武具：怪刀「絃奉」
武技：大龜流五劍、鉤之燈籠
- 鉤之燈籠(絕對防禦術，掌握對手的體格、力量、速度、習慣、呼吸等能力，再將之分析，而預讀出對手攻擊的選項，最後以架式或舉動加以誘導，就可以完全看透對手的攻擊。)

九龍安吾
前牙雲流當主。
武具：長卷「龍桐」
武技：崩塊斬
花村理一郎
前宋陣流弟子。
武具：斧槍「哈爾貝爾特」
月影
暗中與伊織締造互助關係，為伊織提供情報，實為幕府滲透進無寶流的間諜。。
武技：不詳

#### 軍團長
第二軍團長  善福盡行
第三軍團長  西尾元慈 (對大龜流先鋒隊隊長。打倒麟太郎後，攻擊龜傳坊，反被龜傳坊所殺。)
第四軍團長  久路一 (花村理一郎部下。)
第五軍團長  蓮川鬼一 (被鬼崎玄齌所殺。)
第八軍團長  名須早雲
第九軍團長  藤堂虎真 (花村理一郎師弟，為報師仇，以宋陣流奧義--「升飛龍」挑戰黑鐵陣介失敗被殺。)
第十一軍團長  間宮鈴之助
第十二軍團長  鞍四傳
第十三軍團長  古橋玄矢
第十四軍團長  林慶
第十六軍團長  前園兆榮
第十八軍團長  丸山三兄弟 (長男--丸山一太、次男--丸山輝二郎、三男--丸山光三。)
第十九軍團長  新納學進 (不滿亂丸躍至直屬軍團成員，被鬼崎玄齌所敗。)
第二十一軍團長  內川萬二郎 (村雨利虎之部下，後幫忙大龜流。)
第二十四軍團長  安曇仁 (被當主直屬兵團山之上清盛所殺。)
第三十八軍團長  熊櫛三藏 (被黑鐵我間所殺。)
第四十七軍團長  鬼部流方 (別號「銀鬼」，被黑鐵我間所敗。後隱居度過殘生。)
- 第四十七軍團是唯一使用禁藥人類強化劑「茱丸」的軍團。

#### 師團長
第二游撃師團長  馬庭重法(棒術高手，被真之丞所殺。)
第五警備師團長  芝野一飛(無寶流最快弓箭手。)
第二十七游撃師團長  猿又堅藏(被真之丞所殺。)

### 海原藩五龍

#### 占部一法流
海原藩五龍之首。

#### 神成流
海原藩五龍之一，劍術流派，以居合斬聞名海原藩。
鬼崎玄斎
神成流初代當主，宮藤四門之師父。三十年前，當還沒有“千人斬”黑鐵陣介的時候，是稱霸海原藩的劍客，人稱「劍鬼」。
武具：武士刀
武技：凪織月、卍拔
- 卍拔(神成流居合術最終奧義，與通常相反的左半身架勢，是為了能大大增強鞘引的動向，再加上右腳踏前的動作，拔刀將比普通的居合離對手更近，就能發出超高速的居合。)

宮藤四門
神成流下一任當主候補。曾在海原比試一回戰中觀察黑鐵我間，並向其提出建議，二回戰流派聚會時引介伊藤亂丸與其相見。在黑鐵我間與鏡千流當主對戰時與千石伊織短暫見面，並在千石伊織突入海原城時為其引路予黑鐵陣介。
武具：武士刀
武技：凪織月、鷺討、卍拔
- 鷺討(宮藤四門自創秘技，以手為發射台，通過使刀刃滑動產生出強大加速力的突擊技。)

#### 明神流
海原藩五龍之一，槍術流派。又稱「四神槍」。百年以來四種類的槍僅由四人來繼承特殊傳承方法的流派。除了繼承四支槍之一的人外，其餘人皆以後繼者身分學習，一直以來明神流都僅以四人爭奪海原藩最強之位，相當重視個人的戰鬥水平。
御堂心吾
「四神槍」之「鬼斷」繼承人，原先在後繼者時身材為較為瘦高，但之後辛勤練槍，體態改變為魁武粗獷，對槍有著極高的熱衷，師傅說練習千次便練習二千次，說練習二千次便練習三千次，寢食外的所有時間都花在練槍上，習槍的三年後憑藉著強大的信念以及超常的刻苦鍛鍊，終於得到壓倒性的力量，獲得繼承資格後數日其師原成元馬就被黑鐵陣介所殺，此後御堂心吾由每日練槍數千次至現在練槍均超過萬次，造就了超凡的肌力、腕力，以及任何為槍術所生的肉體。
武具：「鬼斷」
武技：金剛三法(主要以鬼斷的沉重與破壞力為主的招式)
- 金剛第一法「阿形右旋」(緩慢突刺後轉為側面掃擊)
- 金剛第二法「哞形左旋」(接續前一法攻擊後順勢轉為另一個側面掃擊)
- 金剛第三法「羅漢直突」(收回槍後迅猛突刺。)

榊原佐介
「四神槍」之「紅拔」繼承人，在十年前殺死了所有的紅拔候補者，將所有候補的頭、心臟、以及屍體挖出或者攪碎。對於殺人與鮮血有著極其興奮的反應，可以說在殺死敵人這點上是一位天才。
武具：「紅拔」
武技：血絡(高速旋轉的突刺，利用紅拔槍尖並不對稱的特性而使敵方無法輕易擊中槍頭來格檔。)
神野一翁
「四神槍」之「銀閂」繼承人，在十二年前千人斬黑鐵陣介與明神流的對戰時也以四神槍的身分在場，不過在最初一擊時即被震暈，因此倖免，但本人宣稱是力戰至乏力而倒，被大宮萬里在無寶流亂入而得知實情，因此遭到重打。
武具：「銀閂」
武技：不詳
大宮萬里
「四神槍」之「九曜」繼承人。
武具：「九曜」
武技：迅式.五扇尖(奧義之三)、蛇旋(奧義之四)、雙蛇旋(奧義之五)、八星開眼(最終奧義)

#### 魂隱流
海原藩五龍之一，忍術流派。將忍術實戰化的超武鬥流派，人數眾多，但似乎平均素質低下。
藤林才藏
魂隱流當主，又被稱為「魂缚的才藏」，曾在一夜裡以「不動金縛之術」滅掉整整一個新興流派，令他在海原藩名聲大振。
武具：忍具、特殊手裡劍「矮針」
武技：不動金縛之術
- 不動金縛之術(以手裡劍作為掩護，將稱為矮針的特殊手裡劍打入對方關節部分以封住關節活動的技巧。)

#### 栗林流
海原藩五龍之一，在「海原大仕合」一回戰就被卍卍流所滅。

### 其他流派

#### 日向流
實戰流派，因應對手而改變作戰方式。
日向小三郎
日向流對戰中，面對弱敵時出戰的弟弟，稍微狡詐。在輸給黑鐵我間後成為了大龜流清掃工。
武具：武士刀
日向雅人
日向流對戰中，面對強敵時出戰的哥哥，瞧不起道場劍術。在輸給黑鐵我間後成為了大龜流清掃工。
武具：武士刀

#### 天幻流
薙刀流派，創派至今只有四年。曾於海原籓籓主前展示自身實力，共五人參與海原比試。
卷梅庵
天幻流當主，人稱「醉梅庵」。曾受大名試圖以三百石俸祿雇用，但為了實現與強者對戰的慾望，來到了海原籓。
武具：薙刀「眉尖刀」
武技：燕返、蓮華
- 燕返(融合刺與斬的技術，在對手速度慢下時瞬間刺穿敵方。)
- 蓮華(天幻流奧義，共三輪─「樁、牡丹、梔」，三人合技。一人先將敵手絆倒，其餘二人再行由左右斬擊，最後再由第一人由下而上迴旋斬穿敵手。)

藥師寺榮馬
天幻流師範，被卷梅庵擊敗十五次後加入了天幻流，與卷梅庵為摯友。原認為大名提供的三百石俸祿相當優渥，但為了與卷梅庵共同實現與強者對戰的慾望，來到了鬼之巢。卷梅庵被殺之後，跟隨其師東條春嶽修行以圖向黑鐵我間報仇。
武具：薙刀「眉尖刀」
武技：蓮華
日吉
天幻流成員，是第一個在我間突襲天幻流窩藏地時反擊的，明顯較其他成員冷靜。
武具：薙刀
武技：蓮華、遠間足薙(雙腳成馬步，身體向後仰以單手持刀掃擊敵手腳部。)
雪村正清
天幻流成員，外貌邋遢。
武具：薙刀
赤星純之助
天幻流成員，外貌魁武，左眼上有疤。一旦開始作戰就會殺了所有除了己方的女人與小孩，並被雪村正清報告卷梅庵曾在戰鬥中殺了他所看見的鎮上女孩。
武具：薙刀

#### 中泉流
弓術流派，為當主中泉新自行研創，而非傳承自任何流派，僅一人參與海原比試。
中泉新
中泉流創派當主，自行研創出了三種箭矢，為報黑鐵我間不殺之恩，在無寶流參謀與軍團長眾圍擊大龜流三人時率領弟子相助，並在其後與大龜流共同攻擊海原城。
武具：巨弓「黎月」
武技：狂矢
- 狂矢之一「破」(在箭頭灌進鉛的箭矢，有驚人的精準度與破壞力，但聲響相當大。)
- 狂矢之二「圓」(威力與速度不足，但其箭頭與羽毛構造可以抵抗一定的空氣阻力，擁有彎曲的特性。)
- 狂矢之三「牙」(若是擊中目標就可將其骨肉撕裂粉碎，但由於其強烈的振動使得控制困難。)
- 狂矢之四「破王」(具有驚人威力與速度，能一箭射斷手臂。)

#### 鏡千流
體術流派，百年前就已出現，是大丸家受君主之命因應暗殺所需而研發出的戰鬥技巧，能以拳精準破壞敵手的內臟。
大丸左近
鏡千流當主，大丸家幼子。其心智被大哥大丸龍吾完全摧毀。原先是秉持不殺的習武者，並有著高超的天份，為鏡千流百年的人才，且研發出以腳進行與拳相當內臟破壞的戰鬥法。在十三歲被大哥推入關滿試驗體的監牢，被迫在黑暗中殺光數十人，出來後在神智不清的情況下殺了父親。
武具：手甲
武技：鏡千流體術、虛蹴跳(先短跳躍，後在其空中以前腳蹬後腳的變形加速縮地。)
大丸龍吾
大丸家長子，為將鏡千流發揚光大的野心而將現任當主大丸左近的心智摧毀殆盡，並對戰死的弟弟們毫無憐憫之心，最後被不分敵我的大丸左近所誤殺。
武技：鏡千流體術、虛蹴跳
大丸雙二
大丸家二子，不承認現任當主與大哥的地位，有成為當主的野心。
武技：鏡千流體術
大丸元三
大丸家三子，喜殺非戰鬥平民與家臣，臉上有疤。
武技：鏡千流體術、月隱之架勢(以手掌覆蓋對手的身影，以此判斷動作移動的瞬間。)
大丸四之介
大丸家四子，個性衝動。
武技：鏡千流體術
大丸五郎
大丸家五子，屬於較為冷靜者，在鏡千流突擊與對決中並未參與，在大丸左近死後發出戰敗宣言，並提及早已預見鏡千流的落敗。
武技：鏡千流體術

#### 卍卍流
鎖鐮流派，在一回戰中打倒了海原蕃五龍之一的栗林流，並將該組三個流派其成員盡數殺光而進入二回戰。
松本無樂
卍卍流當主，在二回戰中原為防守職責，但在小太郎與蛇牙死後轉為進攻。頭上有數條花紋，其實力可與無寶流當主直屬兵團匹敵，在海原比試後加入了無寶流，但在拉攏過程中造成了約二十位左右無寶流兵士的死傷。
武具：鎖鐮「雙頭蛇鐘」、髮鏈甲
武技：不詳
蛇牙
卍卍流成員，在二回戰中負責進攻，禿頭，右眼為黑色並帶有疤，身材矮小並且易怒。
武具：鎖鐮「三星」
武技：大蛇(雙人合技)
小太郎
卍卍流成員，在二回戰中負責進攻，個性稍微慵懶。
武具：鎖鐮「金蛇」
武技：大蛇(雙人合技)

#### 雙燕流
劍術流派(二刀流)，其當主二階堂美作為十年前道場連環滅門慘案的始作俑者。在二回戰時主君被殺，但並未離去，而是與同門在城下徘徊尋找無辜的被獵者，不限於參加比試的武者。
二階堂美作
雙燕流當主，又被稱為「凶刃」。使用雙刀流，其戰鬥方式被世人稱為不祥滿月的雙刀。曾在十年前數個月間滅掉十多個道場、流派，並毀了幼年時期的櫻真之丞所在的流派一天流。
武具：武士刀
武技：禍滿月、無比無雙連刃
雨音
雙燕流成員，綁有辮子，頭髮前方有兩道瀏海，曾在二回戰宣布時出現。
武具：武士刀
武技：不詳
右京
雙燕流成員，在當主與櫻真之丞即將對決時欲幫忙，但被當主以礙手礙腳的名義拒絕。
武具：武士刀
武技：不詳

#### 絃塊流
山之上清盛
被稱為「凶拳王」，「絃塊流」拳法創始者及前當家，是唯一以徒手空拳獲得黑鐵陣介認可的男人。攻擊善丸並斷絕其四肢神經後，被趕到援助善丸的可士太郎所殺。
武技：天脈氣殺、尖牙神勁
- 天脈氣殺(直接攻擊神經、阻斷傳導的技巧，不但可以讓對手手腳無法行動，甚至感受不到它們的存在。)
- 尖牙神勁(以天脈氣殺異常的的指力，鍛煉到極致，將所有的重量跟力氣集中於如針般的指尖一點上，使出一擊。)

## 武具

### 薙刀
詳見薙刀之介紹。
眉尖刀--相對於薙刀擁有較強的衝擊力，其使用方式與薙刀相像，天幻流當主卷梅庵所使。

### 鎖鐮
詳見鎖鐮之介紹。
三星--縮短鎖鐮長度，並將分銅為圓形帶刺形狀的武器，擁有強悍的破壞力與速度，卍卍流蛇牙所使。
金蛇--將單條鎖鐮分為換為三條細長鎖鐮，能夠靈活攻擊，僅憑手指操控便能以三個不同的方向移動，卍卍流小太郎所使。
雙頭蛇鐘—擁有兩個分銅的鎖鐮，極高難度的操控力，卍卍流松本無樂所使。

### 槍
詳見槍之介紹。
鬼斷--大身槍，重達二十公斤，槍刃三尺三寸，超出正常規格的大身槍，明神流御堂心吾所使。
紅拔--片鐮槍，比起一般長槍較為短的長度，以及更加廣的攻擊範圍，明神流榊原佐介所使。
銀閂--菊池槍，槍頭為短刀的槍，明神流神野一翁所使。
九曜--管槍，在滑動槍身、左手握住的部分加上「管」得以反覆使出神速突刺的長槍，明神流大宮萬里所使。

### 長卷
難以承受的重量，最強斬擊力及能伸能屈間合的中國武器，無寶流九龍安吾所使。

### 斧槍
囊括槍、斧、槌各種性能的西洋武器，無寶流花村理一郎所使。

### 怪刀
久夛良木定長--捨棄防禦的巨刀，為一之瀨家代代相傳的怪刀。
絃奉--破壞力經過強化的刀，無寶流村雨利虎所使。
雙炎丸—由兩把刀刃組成雙刃刀，無寶流水川流進介所使。

## 出版書籍
我間亂
| 冊數 | 講談社         | 講談社                 | 東立出版社     | 東立出版社             |
| 冊數 | 發售日期       | ISBN                   | 發售日期       | ISBN                   |
| ---- | -------------- | ---------------------- | -------------- | ---------------------- |
| 1    | 2009年8月17日  | ISBN 978-4-06-384179-4 | 2010年9月1日   | ISBN 978-986-10-5914-3 |
| 2    | 2009年10月16日 | ISBN 978-4-06-384199-2 | 2010年9月1日   | ISBN 978-986-10-5915-0 |
| 3    | 2009年12月17日 | ISBN 978-4-06-384227-2 | 2010年11月4日  | ISBN 978-986-10-5916-7 |
| 4    | 2010年2月17日  | ISBN 978-4-06-384255-5 | 2010年12月1日  | ISBN 978-986-10-5917-4 |
| 5    | 2010年4月16日  | ISBN 978-4-06-384285-2 | 2011年2月22日  | ISBN 978-986-10-5918-1 |
| 6    | 2010年7月16日  | ISBN 978-4-06-384335-4 | 2011年5月25日  | ISBN 978-986-10-6137-5 |
| 7    | 2010年9月17日  | ISBN 978-4-06-384367-5 | 2011年7月12日  | ISBN 978-986-10-6464-2 |
| 8    | 2010年12月17日 | ISBN 978-4-06-384421-4 | 2011年11月29日 | ISBN 978-986-10-7028-5 |
| 9    | 2011年2月17日  | ISBN 978-4-06-384449-8 | 2012年1月18日  | ISBN 978-986-10-7454-2 |
| 10   | 2011年4月15日  | ISBN 978-4-06-384477-1 | 2012年3月6日   | ISBN 978-986-10-7768-0 |
| 11   | 2011年6月17日  | ISBN 978-4-06-384507-5 | 2012年4月16日  | ISBN 978-986-10-8213-4 |
| 12   | 2011年9月16日  | ISBN 978-4-06-384552-5 | 2012年6月1日   | ISBN 978-986-10-8853-2 |
| 13   | 2011年11月17日 | ISBN 978-4-06-384581-5 | 2012年8月27日  | ISBN 978-986-10-9186-0 |
| 14   | 2012年1月17日  | ISBN 978-4-06-384614-0 | 2012年9月25日  | ISBN 978-986-10-9453-3 |
| 15   | 2012年4月17日  | ISBN 978-4-06-384657-7 | 2013年4月11日  | ISBN 978-986-317-195-9 |
| 16   | 2012年6月15日  | ISBN 978-4-06-384690-4 | 2013年6月13日  | ISBN 978-986-317-457-8 |
| 17   | 2012年9月14日  | ISBN 978-4-06-384737-6 | 2013年7月23日  | ISBN 978-986-324-158-4 |
| 18   | 2012年11月16日 | ISBN 978-4-06-384768-0 | 2013年12月26日 | ISBN 978-986-324-611-4 |
| 19   | 2013年1月17日  | ISBN 978-4-06-384798-7 | 2014年2月17日  | ISBN 978-986-324-611-4 |
| 20   | 2013年4月17日  | ISBN 978-4-06-384847-2 | 2014年5月8日   | ISBN 978-986-332-671-7 |
| 21   | 2013年6月17日  | ISBN 978-4-06-384879-3 | 2014年7月1日   | ISBN 978-986-337-050-5 |
| 22   | 2013年8月16日  | ISBN 978-4-06-394913-1 | 2014年10月23日 | ISBN 978-986-337-491-6 |

我間亂－修羅－
| 冊數 | 講談社        | 講談社                 |
| 冊數 | 發售日期      | ISBN                   |
| ---- | ------------- | ---------------------- |
| 1    | 2018年5月9日  | ISBN 978-4-06-511566-4 |
| 2    | 2018年7月9日  | ISBN 978-4-06-511780-4 |
| 3    | 2018年11月9日 | ISBN 978-4-06-513239-5 |
| 4    | 2019年1月9日  | ISBN 978-4-06-514456-5 |
| 5    | 2019年3月8日  | ISBN 978-4-06-514785-6 |
| 6    | 2019年5月9日  | ISBN 978-4-06-515138-9 |
| 7    | 2019年7月9日  | ISBN 978-4-06-515725-1 |
| 8    | 2019年9月9日  | ISBN 978-4-06-517278-0 |
| 9    | 2019年12月9日 | ISBN 978-4-06-517834-8 |
| 10   | 2020年2月7日  | ISBN 978-4-06-518451-6 |
| 11   | 2020年5月8日  | ISBN 978-4-06-519381-5 |
| 12   | 2020年7月9日  | ISBN 978-4-06-520102-2 |
| 13   | 2020年10月9日 | ISBN 978-4-06-521025-3 |
| 14   | 2021年1月8日  | ISBN 978-4-06-521678-1 |
| 15   | 2021年3月9日  | ISBN 978-4-06-522657-5 |
| 16   | 2021年6月9日  | ISBN 978-4-06-523602-4 |
| 17   | 2021年9月9日  | ISBN 978-4-06-524841-6 |
| 18   | 2021年12月9日 | ISBN 978-4-06-526274-0 |
| 19   | 2022年3月9日  | ISBN 978-4-06-527266-4 |
| 20   | 2022年5月9日  | ISBN 978-4-06-527843-7 |
| 21   | 2022年7月8日  | ISBN 978-4-06-528382-0 |
| 22   | 2022年9月9日  | ISBN 978-4-06-529146-7 |
| 23   | 2022年11月9日 | ISBN 978-4-06-529926-5 |
| 24   | 2023年2月9日  | ISBN 978-4-06-530741-0 |
| 25   | 2023年4月7日  | ISBN 978-4-06-531461-6 |
| 26   | 2023年6月8日  | ISBN 978-4-06-531873-7 |
| 27   | 2023年8月8日  | ISBN 978-4-06-532604-6 |
| 28   | 2023年10月6日 | ISBN 978-4-06-533223-8 |
| 29   | 2023年12月7日 | ISBN 978-4-06-534085-1 |
| 30   | 2024年3月8日  | ISBN 978-4-06-534861-1 |
| 31   | 2024年6月7日  | ISBN 978-4-06-535795-8 |
| 32   | 2024年8月7日  | ISBN 978-4-06-536532-8 |
| 33   | 2024年11月8日 | ISBN 978-4-06-537503-7 |
| 34   | 2025年2月7日  | ISBN 978-4-06-538453-4 |
| 35   | 2025年4月9日  | ISBN 978-4-06-539039-9 |